# Вівсянка-снігурець мала
Вівся́нка-снігуре́ць мала (Loxigilla noctis) — вид горобцеподібних птахів родини саякових (Thraupidae). Мешкає на Малих Антильських островах.

## Опис
Довжина птаха становить 14-16 см, вага 12-23 г, в залежності від підвиду. Виду притаманний статевий диморфізм. Самці мають переважно чорне забарвлення, на горлі у них велика червона пляма, над очима червоні плямки. Дзьоб чорний. у самиць верхня частина тіла коричнювата, груди і живіт сірі, махові пера на кінці червонувато-оранжеві. Дзьоб коричневий. знизу жовтуватий. Забарвлення молодих птахів подібне до забарвлення самиць.
Спів малих вівсянок-снігурців складається з трьох-чотирьох коротких цвірінькань, за якими іде чотири-п'ять посвистів, тон яких підвищується.

## Таксономія

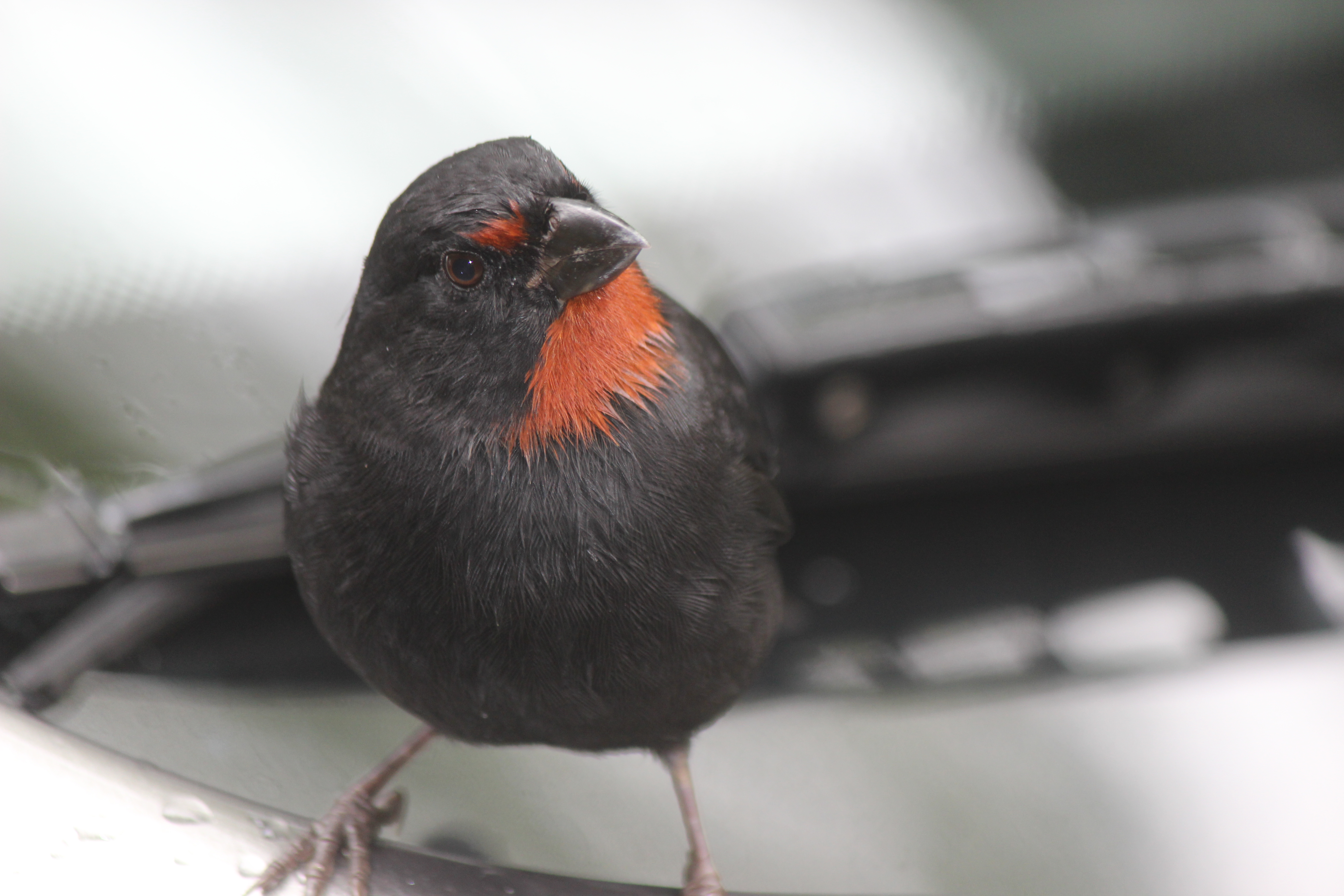
Самець малої вівсянки-снігурця

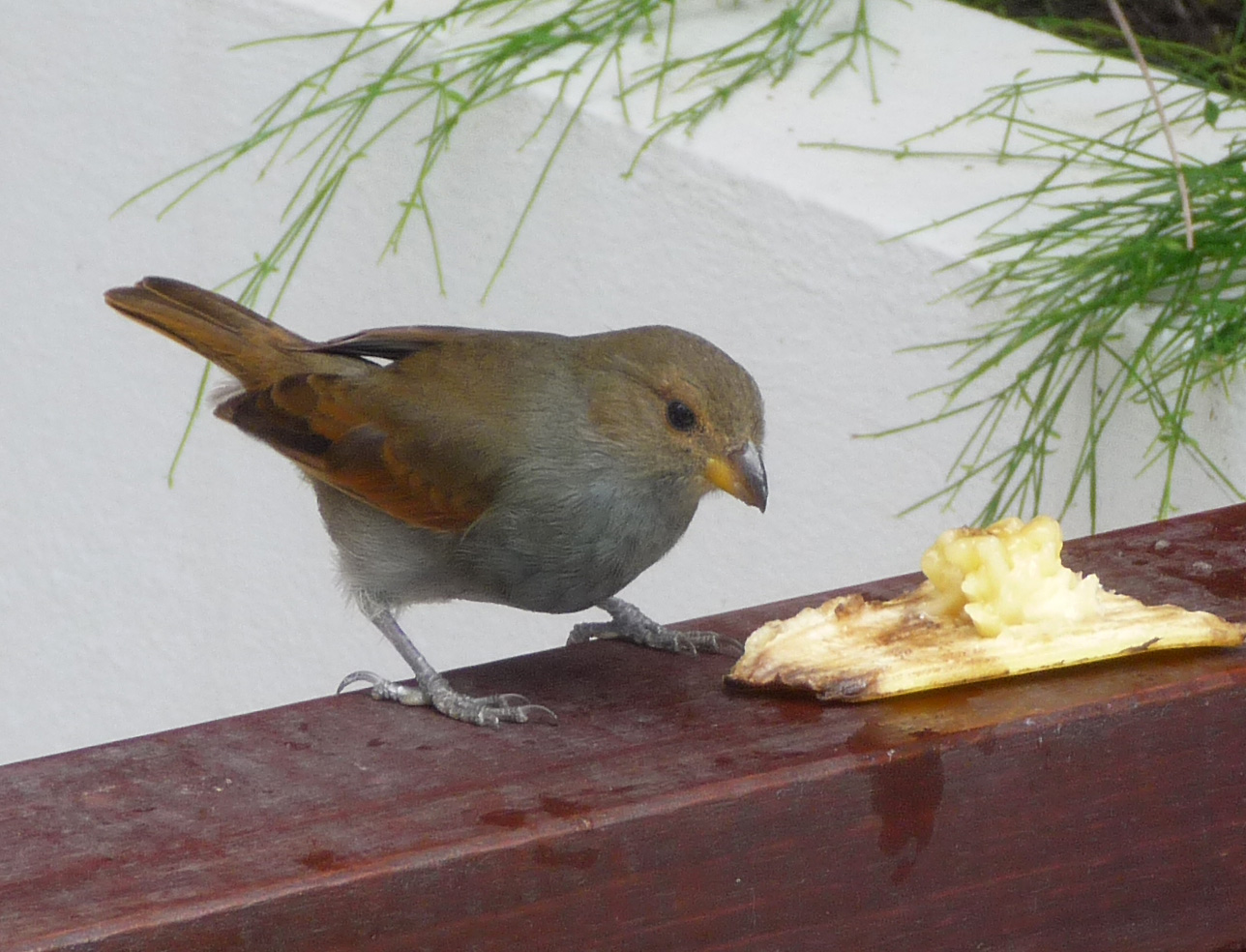
Самиця малої вівсянки-снігурця

В 1760 році французький зоолог Матюрен Жак Бріссон включив опис малої вівсянки-снігурця до своєї книги "Ornithologie", описавши птаха за зразком, зібраним на Мартиніці, надавши йому французьку назву Le Père Noir. Коли в 1766 році шведський натураліст Карл Лінней випустив дванадцяте видання своєї Systema Naturae, він доповнив книгу описом 240 видів, раніше описаних Бріссоном. Одним з цих видів була мала вівсянка-снігурець, для якої Лінней придумав біномінальну назву Fringilla noctis. Згодом малу вівсянку-снігурця перевели до роду Вівсянка-снігурець (Loxigilla).

### Підвиди
Виділяють вісім підвидів:
- L. n. coryi (Ridgway, 1898) — острови Сент-Кіттс і Монтсеррат;
- L. n. ridgwayi (Cory, 1892) — острови Ангілья, Сен-Мартен, Антигуа, Барбуда, Американські Віргінські Острови;
- L. n. desiradensis Danforth, 1937 — острів Ла-Дезірад;
- L. n. dominicana (Ridgway, 1898) — острови Гваделупа, Марі-Галан, Домініка і Ле-Сент;
- L. n. noctis (Linnaeus, 1766) — острів Мартиніка;
- L. n. sclateri Allen, JA, 1880 — острів Сент-Люсія;
- L. n. crissalis (Ridgway, 1898) — острів Сент-Вінсент;
- L. n. grenadensis (Cory, 1892) — острів Гренада.

Барбадоська вівсянка-снігурець раніше вважалася підвидом малої вівсянки-снігурця, однак у 2006 році вона була визнана окремим видом.

## Поширення і екологія
Малі вівсянки-снігурці мешкають на всіх Малих Антильських островах, за винятком Гренадин. Вони живуть в різномінітних природних середовищах, зокрема у вологих і сухих тропічних лісах і чагарникових заростях, в мангрових лісах, на болотах, в парках і садах. Зустрічаються на висоті до 900 м над рівнем моря. Живляться плодами, насінням, нектаром і дрібними безхребетними. Розмножуються протягом всього року, з піком з квітня по серпень. Гніздо кулеподібне з бічним входом, робиться з гілочок, рослинних волонок, трави і сухого листя, розміщується на висоті від 1 до 5 м над землею. В кладці від 2 до 4 блакитнуватих яєць, поцяткованих червоними плямками.